# Maurizio Perego
Maurizio Perego (Milano, 16 febbraio 1959) è un ex rugbista a 15 italiano, campione d'Italia nella stagione 1990-1991 con la Amatori Rugby Milano.

## Biografia

### Carriera
Ha iniziato la propria carriera rugbistica, tra le file dell'Amatori Rugby Milano.
Ha partecipato ai vari Campionati Giovanili Nazionali e ai Tornei Stracittadini e Regionali (Vincendo nel 1976 il TROFEO CACCIA DOMINIONI; nel 1978 il TROFEO MADONNINA); venendo poi scelto per partecipare ai Tornei Interregionali Nazionali con la SELEZIONE LOMBARDA.
Dopo la retrocessione dell'Amatori Rugby Milano dalla serie B alla serie inferiore, avvenuta nella stagione 1975/1976, sebbene ancora in età da Categoria Giovanile è entrato in modo stabile e definitivo nelle file della 1ª squadra, dove ha attivamente partecipato ai Campionati di serie C conquistando la promozione in B nella stagione 1979/1980 sino ad arrivare alla promozione in serie A1 nella stagione 1983/1984, serie dove ha militato sino alla stagione 1986/1987, quando per motivi di lavoro, si è dovuto trasferire ed è entrato a fare parte della formazione del Rugby Crema aiutandola nella promozione dalla Serie serie C2 alla serie C1
Nella stagione successiva, 1987/1988, sempre per motivi professionali, si è nuovamente trasferito e ha iniziato a giocare tra le file del Rugby Bergamo, neo-promossa in serie B, dove ha militato fino alla promozione in A2 avvenuta nella stagione 1989/1990.
Nella stagione 1990/1991 è, poi, tornato "a casa", nella Amatori Rugby Milano, dove è stato Capitano della 2ª squadra e ha potuto essere compartecipe nella vittoria del Campionato Nazionale di Serie "A1" e nella conquista del 15º Scudetto, della storia della squadra meneghina.
Ha continuato a giocare ancora un altro paio di stagioni tra le file della 2ª squadra, fino all'abbandono definitivo dell'attività agonistica sportiva e dell'ambiente rugbistico nazionale.